# Melling (Merseyside)
Pour les articles homonymes, voir Melling.
Melling est une paroisse civile et un village du Merseyside, en Angleterre.